# Людвиг Сальватор Австрийский
Людвиг Сальватор (нем. Ludwig Salvator von Österreich-Toskana; 4 августа 1847, Флоренция — 12 октября 1915, Брандис) — эрцгерцог Австрии и принц Тосканы, специалист по географии и этнографии Средиземноморского региона.

## Биография
Второй по старшинству сын великого герцога Тосканского Леопольда II и его супруги Марии-Антонии. Из тосканской ветви Габсбург-Лотарингского дома. В юности много времени посвящал изучению естественных наук, овладел 14 языками. После того, как правящая династия Тосканы в 1859 году была свергнута и герцогство было присоединено к Сардинскому королевству, герцогская семья вынуждена была бежать в австрийские владения Габсбургов и поселилась в замке Брандайс близ Праги.

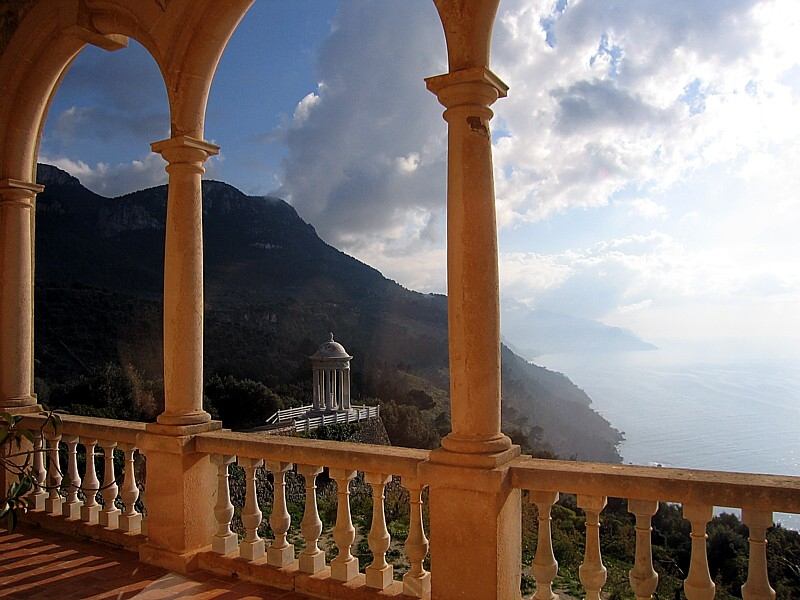
Вилла Сан-Марройг на Майорке

В 1867 году эрцгерцог, принявший псевдоним «граф Людвиг Нейдорф», совершил своё первое научное путешествие — на Балеарские острова. Остров Майорка, его природа и обычаи местных жителей настолько впечатлили молодого аристократа, что через 3 года он переселился туда. Приобретя судно «Nixe» («Русалка»), Людвиг Сальватор в течение десятилетий совершал путешествия по Средиземноморью. На корабле его сопровождали около 20 человек команды и помощников, а также собаки, кошки, птицы, обезьяны и другие животные — так что у местных жителей «Русалка» получила прозвание Ноева ковчега. Эрцгерцог заходил в самые малоизученные уголки региона, и собирал сведения об их флоре, фауне, геологии, обычаях и материальной культуре местных жителей и т. п. Будучи хорошим рисовальщиком, Людвиг Сальватор сопровождал свои исследования иллюстрациями тушью. Был автором ряда сочинений по географии, этнографии и биологии Средиземноморья, которые издавал на собственные средства в пражском издательстве «Мерси» тиражом в 500 экземпляров и ставших уже при жизни автора библиографической редкостью.
Наиболее известный его научный труд — 7-томное описание Балеарских островов (Die Balearen), вышедшее в 1869—1891 годах в лейпцигском издательстве Брокхауз и удостоенное на парижской Всемирной выставке 1878 года золотой медали. На Майорке в течение 30 лет эрцгерцог приобрёл — на западном побережье острова — огромные земельные владения, протяжённостью в 16 километров вдоль берега и в 10 километров вглубь, где и обитал на собственной вилле Сон-Марройг. Кроме этого, собственностью Людвига Сальватора являлось поместье близ городка Муджа на Австрийской Ривьере, где он проводил летние месяцы. В 1881 году посетил Всемирную выставку в австралийском Мельбурне.

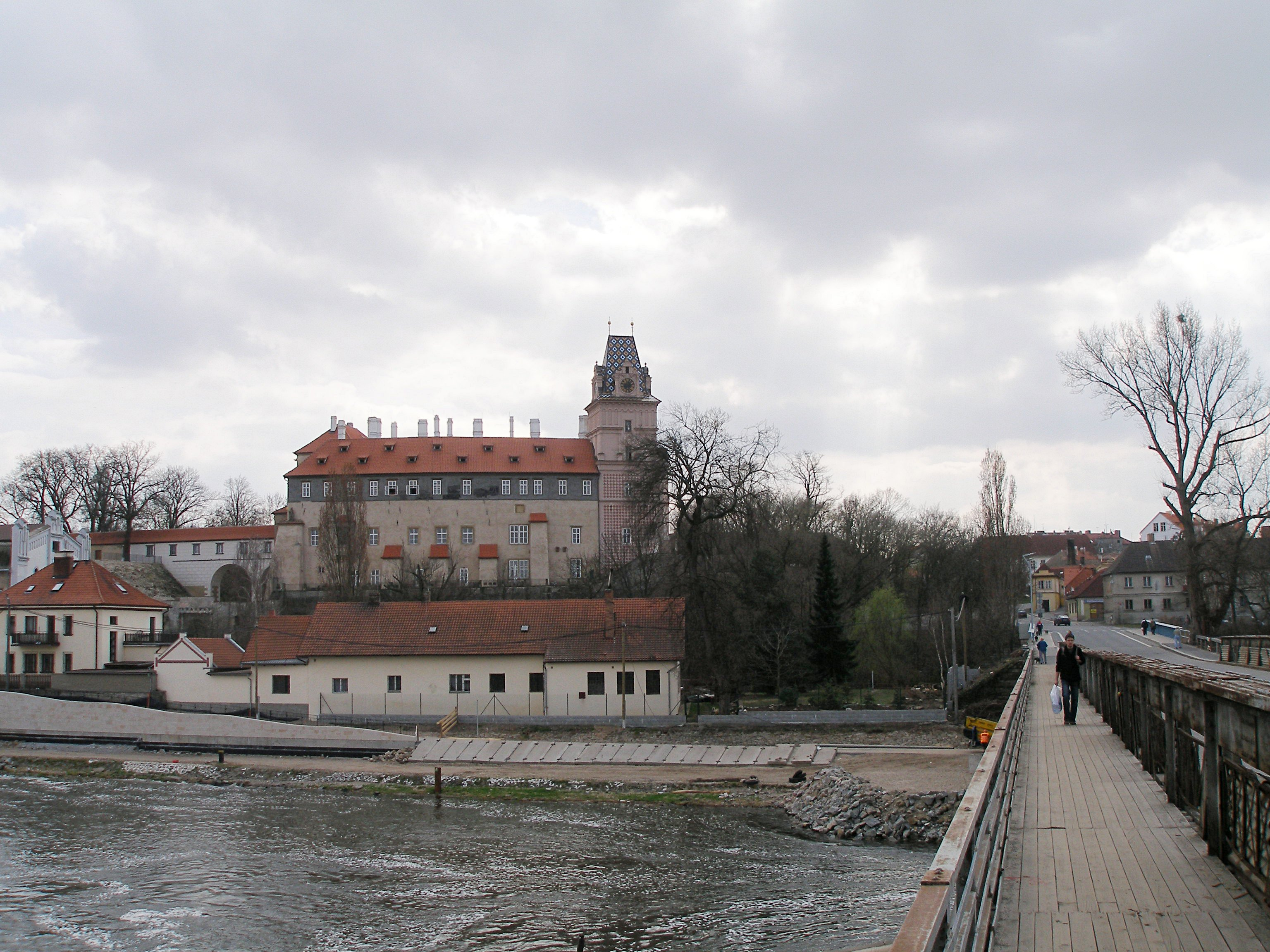
Замок Брандыс

Эрцгерцог был убеждённым пацифистом. За свои научные изыскания был принят в члены ряда европейских Академий. Был близким другом австрийской императрицы Елизаветы («Сиси»), которая дважды посещала его на Майорке на своей яхте «Мирамар», а также писателя Жюля Верна, для которого Людвиг Сальватор послужил прообразом главного героя романа «Матиас Шандор». Испанский писатель Мигель де Унамуно называл эрцгерцога «Диогеном княжеского рода».
Эрцгерцог Людвиг Сальватор никогда не был женат, однако известно о его многочисленных любовных связях с девушками Майорки. Рождавшиеся в этих связях его незаконнорождённые дети были эрцгерцогом признаны и обеспечены. Особенно нежные отношения связывали принца с дочерью столяра Каталиной Хомар, для которой он спроектировал и построил имение С’Эстака (S’Estaca, ныне принадлежит актёру Майклу Дугласу). Каталина Хомар скончалась в 1905 году от проказы, которой заразилась во время паломничества в Палестину.
С началом Первой мировой войны в 1914 году Людвиг Сальватор получил императорский приказ вернуться в родовое поместье под Прагой, где он и скончался вскоре вследствие слоновой болезни.

## Сочинения (избранное)
- Der Djebel Esdoum. 1873.
- Levkosia, die Hauptstadt von Cypern. 1873.
- Eine Jachtreise in die Syrten. Prag 1874.
- Eine Spazierfahrt im Golf von Korinth. Prag 1876.
- Los Angeles in Südcalifornien. 2. Auflage, Woerl, Würzburg / Wien 1885.
- Die Karawanenstraße von Ägypten nach Syrien. Würzburg 1878.
- Die Balearen. 7 томов, Brockhaus, Leipzig 1869—1891, zusätzlich einige Separatabdrucke und eine zweibändige spanischen Ausgabe Las Baleares (1887) sowie die deutsche Volksausgabe Die Balearen. Geschildert in Wort und Bild. [Gekürzte Fassung in zwei Bänden], Leo Woerl, Würzburg / Leipzig, 1897.
- Um die Welt, ohne zu wollen. 4. Auflage, Würzburg 1886.